# Стар Трек: Ентърпрайз
„Стар Трек: Ентърпрайз“ (на английски: Star Trek: Enterprise) е американски научнофантастичен сериал. Действието се развива във вселената на Стар Трек. Сериалът проследява приключенията на екипажа на кораба Ентърпрайз (NX-01) – първият човешки кораб, достигащ пета светлинна скорост.
Първият епизод на Ентърпрайз, „Броукън Бау“, е излъчен на 26 септември, 2001. Действието в него се развива през 2151 година, след събитията показани в Стар Трек VIII: Първи контакт и преди тези в оригиналния Стар Трек сериал.
Заради ниските рейтинги UPN решава да спре Стар Трек: Ентърпрайз на 2 февруари, 2005, но все пак е разрешено на продуцентите да довършат започнатия четвърти сезон; последният епизод е излъчен на 13 май, 2005. След четири сезона и 98 епизода, Ентърпрайз е първият Стар Трек сериал, след оригиналния, който е спрян от телевизията, а не е довършен от продуцентите.

## Сюжет
Внимание:  Текстът по-долу разкрива сюжета на произведението (или части от него)!
Стар Трек: Ентърпрайз е предистория на другите Стар Трек филми и сериали. Действието се развива през 2151, сто години преди събитията от Стар Трек: Оригиналният сериал.
Човечеството е направило първи контакт с извънземни същества (Вулканците) и е усвоило космическите полети със скоростта на светлината. Космическият кораб Ентърпрайз (на английски: Enterprise NX-01) под командването на капитан Джонатан Арчър – най-новият и най-добрият космически кораб на флота, снабден с двигател достигащ скорост, пет пъти тази на светлината, става първият посланик на човечеството в „дълбокия космос“. На него му предстои да направи множество научни открития, първи контакти с нови, неизвестни цивилизации, да спаси Земята от унищожение и да сложи началото на Обединената Федерация от планети.
Освен космически пътешествия и изследвания, екипажът на кораба пътува и във времето.

## Актьорски състав
Ентърпрайз е единственият Стар Трек сериал, на който основния актьорски състав не се променя до края.
| Актьор            | Ранг                                  | Герой                  | Длъжност                                           |
| ----------------- | ------------------------------------- | ---------------------- | -------------------------------------------------- |
| Скот Бакула       | Капитан (по-късно адмирал)            | Джонатан Арчър         | Капитан и командир на космическия кораб Ентърпрайз |
| Джолийн Блалок    | Помощник командир (по-късно командир) | Т'Пол                  | Първи офицер и научен офицер                       |
| Конър Триниър     | Командир                              | Чарлс „Трип“ Тъкър III | Главен инженер                                     |
| Доминик Кийтинг   | Лейтенант                             | Малкълм Рийд           | Главен тактически офицер                           |
| Линда Парк        | Мичман                                | Хоши Сато              | Офицер по комуникациите                            |
| Антъни Монтгомъри | Мичман                                | Травис Мейуедър        | Офицер на мостика                                  |
| Джон Билингсли    | Доктор                                | Флокс                  | Главен лекар                                       |

## Факти
- „Ентърпрайз“ е първият „Стар Трек“ сериал, който е сниман в „широкоекранен формат“ 16:9.
- Скот Бакула (капитан Арчър), Джолийн Блалок (Т'Пол) и Конър Триниър (Тъкър) са единствените актьори, които участват във всички епизоди на сериала.
- Актьорите Левар Бартън и Майкъл Дорн от „Стар Трек: Следващото поколение“, а също и Робърт Дънкън Макнийл и Роксан Доусън от „Стар Трек: Вояджър“ са режисирали някои от епизодите на „Ентърпрайз“.
- Представката „NX“ преди номера на „Ентърпрайз“ съвпада с представка преди номера на самолета Spirit of St. Louis, който през 1927 г. пресича Атлантическия океан.
- „Ентърпрайз“ е първият „Стар Трек“ сериал, на който музиката не е написана специално за сериала, вместо това е използвана самостоятелна песен: „Faith of the Heart“ на Ръсел Уотсън.

## „Стар Трек: Ентърпрайз“ в България
В България първоначално сериалът се излъчва по AXN с български субтитри.
По-късно започва излъчване по AXN Sci Fi, където са излъчени всички епизоди.
На 30 май 2004 г. започва по Нова телевизия, всяка събота и неделя от 18:30 с повторение във вторник от 13:15. Излъчени са първи и втори сезон.
През 2008 г. започна излъчване по Диема 2. Първо са излъчени първи и втори сезон, след което в края на годината започнват повторно излъчване всеки делничен ден от 15:30, а след тях и трети сезон. Дублажът е на студио Доли. Ролите се озвучават от артистите Лидия Ганева, Яница Митева, Виктор Танев, Емил Емилов и Стефан Сърчаджиев-Съра.